# Печеневце
Печеневце или Печеневци (на сръбски: Печењевце или Pečenjevce) е село в Сърбия, Град Лесковац. В 2002 година селото има 1776 жители.

## История
Църквата „Свети Илия“ е дело на видния български строител Андрей Дамянов. При избухването на Балканската война в 1912 година един човек от Печеневце е доброволец в Македоно-одринското опълчение.

## Личности
Родени в Печеневце
- Георги Здравков (? – 1912), македоно-одрински опълченец, 1 и Нестроева рота на 9 велешка дружина, загинал на 7 ноември 1912 година[3]
- Тома Здравкович (1938 – 1991), известен сръбски фолкпевец

Починали в Печеневце
- Иван Стаменов Панчев, български военен деец, подпоручик, загинал през Първата световна война[4]